# Dorpskerk Zuidland

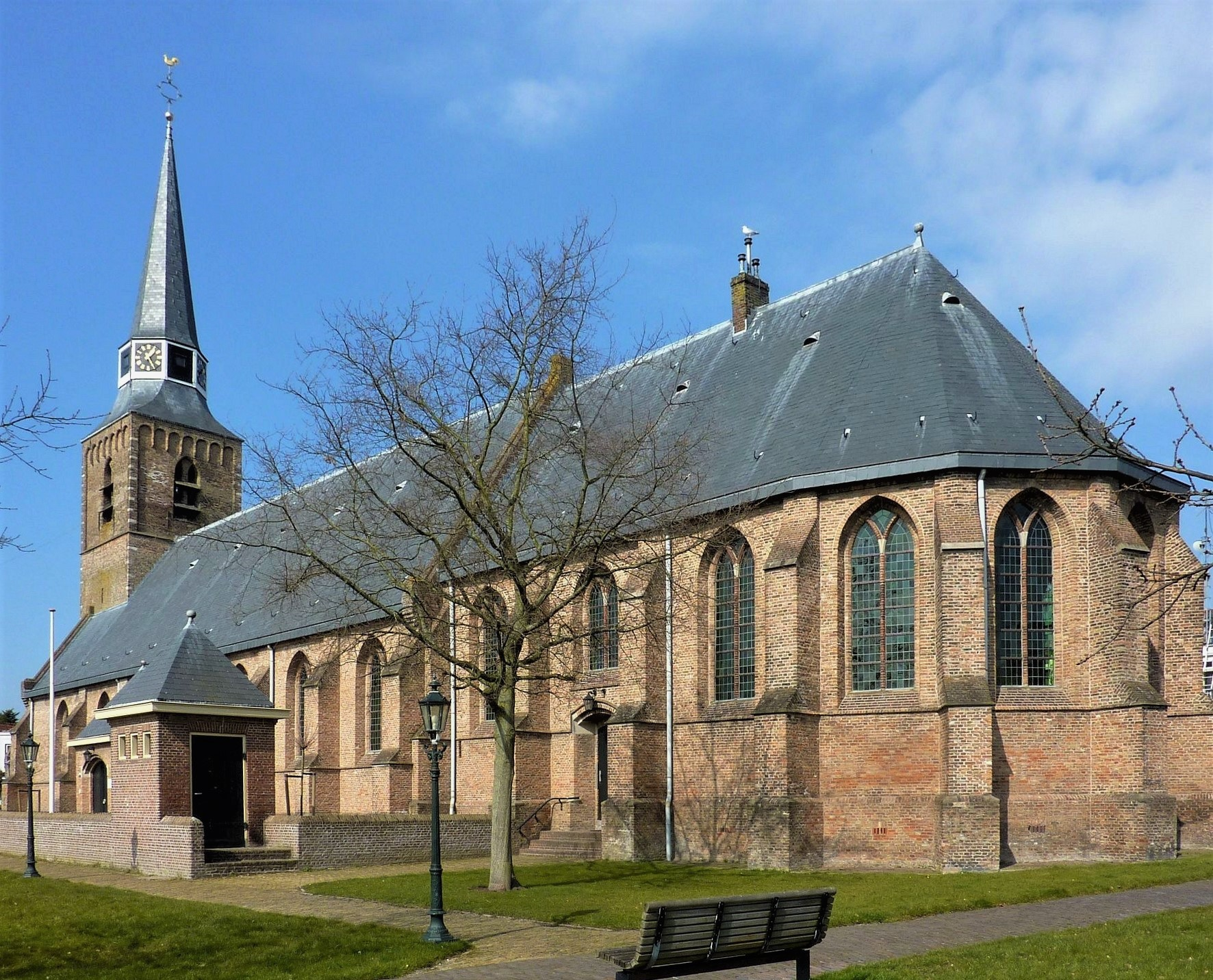
Die Kirche von Zuidland

Die Dorpskerk (auch: Bartholomeüskerk) ist ein Kirchengebäude der Protestantischen Kirche in den Niederlanden in Zuidland, einem Ortsteil der Gemeinde Nissewaard (Provinz Südholland). Die Kirche ist als Rijksmonument eingestuft.

## Geschichte
Die Kirche war vor der Reformation dem Patrozinium des Apostels Bartholomäus unterstellt. Der gotische Turm des Gotteshauses entstand in der zweiten Hälfte des 15. Jahrhunderts, das spätgotische Langhaus und der Chor wurden Anfang des 16. Jahrhunderts errichtet. 1918 brannte die Kirche bis auf die Umfassungsmauern vollständig ab. Bei der Restaurierung nach Plänen von H. van der Kloot Meijburg wurde das südliche Seitenschiff aus dem 16. Jahrhundert abgerissen und nicht wieder aufgebaut. Im Turm wurde eine 1919 von A.H. van Bergen Gussuhr gegossene Glocke aufgehängt. Das Bauwerk stellt heute eine einschiffige Kirche mit einem fünfseitigen geschlossenen Chorraum und einem schlanken zweiteiligen Turm mit einem abschließenden Bogenfries und einem schmalen Spitzhelm dar.